# Plutonesthes
Plutonesthes is een kevergeslacht uit de familie van de boktorren (Cerambycidae). De wetenschappelijke naam van het geslacht werd voor het eerst geldig gepubliceerd in 1864 door Thomson.

## Soorten
Plutonesthes omvat de volgende soorten:
- Plutonesthes amoena Pascoe, 1869
- Plutonesthes atricollis Pic, 1943
- Plutonesthes crocata Pascoe, 1866
- Plutonesthes cuprea (Hüdepohl, 1992)
- Plutonesthes junsukei Vives, 2013
- Plutonesthes melanoderes Holzschuh, 1995
- Plutonesthes mellea Holzschuh, 2010
- Plutonesthes pexata Holzschuh, 2010
- Plutonesthes rubiginea Holzschuh, 2010
- Plutonesthes rufipennis Thomson, 1864
- Plutonesthes suturata Holzschuh, 2010
- Plutonesthes tonkinensis Fairmaire, 1895